# Okay, America!
Okay, America! (de vegades anomenada Okay America) és una pel·lícula estatunidenca de 1932, sobre l'ascens a la fama d'un columnista de xafarderies, basada de prop en la vida real de Walter Winchell. Dirigida per Tay Garnett, la pel·lícula és protagonitzada per Lew Ayres i Maureen O'Sullivan.

## Argument
Larry Wayne és columnista de xafarderies d'un diari de Nova York, el Daily Blade, i també és el presentador d'un programa de ràdio anomenat "Okay, America". Quan Ruth Drake, la filla d'un polític ric, és segrestada, Jones, l'editor en cap del Daily Blade tria Wayne per cobrir la història.

## Repartiment
- Lew Ayres com Larry Wayne
- Maureen O'Sullivan com Sheila Barton
- Louis Calhern com Mileaway Russell
- Edward Arnold com Duke Morgan
- Walter Catlett com editor anomenat 'Lucille'
- Alan Dinehart com Roger Jones
- Henry Armetta com Sam
- Emerson Treacy com Jerry Robbins
- Marjorie Gateson com Mrs. Herbert Wright
- Margaret Lindsay com Ruth Drake
- Akim Tamiroff com Bit role (sense acreditar)